# Момояма-Мару
Момояма-Мару — транспортне судно, яке під час Другої світової війни брало участь у операціях японських збройних сил на Тихому океані.
Судно, яке завершили в 1919 році на верфі Workman, Clark & Co. Ltd. у Белфасті, замовила британська військова адміністрація для компенсації втрат під час Першої світової війни. Первісно воно мало назву SS War Leopard, але того ж року продане італійській компанії Fratelli Bianchi Soc Di Nav та перейменоване на SS Frat Bianch. З 1925 по 1927 роки воно належало іншій італійській компанії Soc. di Nav. per Transporti Refrigeranti La Polare та мало назву SS Villa Ada, а потім до 1933-го працювало для Zinal Steamship як SS Zeriba. Далі до 1939-го судно належало компанії Theseus Steamship і називалось SS Mount Kynthos, після чого продане японській Yamashita Kisen та дістало свою останню назву «Момояма-Мару».
У жовтні 1941-го судно реквізували для потреб Імперської армії Японії. 17 грудня 1941-го «Момояма-Мару» та ще 22 судна вийшли з Кіруна (наразі Цзілун на Тайвані) та попрямували до затоки Лінгайєн на острові Лусон. Вони становили третій ешелон сил вторгнення на Філіппіни (всього до цієї операції залучили 76 транспортів). Вночі 22 грудня почалась висадка доправлених військ у затоці Лінгайєн.
21 січня 1942-го «Момояма-Мару» та ще 18 транспортів вийшли з Японії, маючи на борту 2-гу піхотну дивізію. 26 січня вони прибули до Мако (військово-морська база на Пескадорських островах у південній частині Тайванської протоки), а потім рушили до розташованої на в'єтнамському узбережжі бухти Камрань, де збирались сили для вторгнення на острів Ява. 18 лютого «Момояма-Мару» вирушило з Камрані у складі конвою із 55 транспортів. У ніч проти 1 березня «Момояма-Мару» та ще 14 інших суден почали висадку військ біля Мераку (порт на заході Яви біля північного входу до Зондської протоки).
16 березня 1942-го судно прибуло до Сінгапуру, звідки вийшло 19 березня разом зі ще 31 судном у напрямку Бірми (Перший бірманський транспортний конвой). 25 березня цей загін, який перевозив 56-ту піхотну дивізію, прибув до головного бірманського міста Рангуну та почав висадку військ.
За кілька тижнів «Момояма-Мару» знову було в Сінгапурі, звідіки 16 квітня — 1 травня 1942-го здійснило перехід до маньчжурського Дайрену (наразі Далянь) у складі конвою, що перевозив підрозділи 3-го танкового корпусу.
9 грудня 1942-го судно вийшло з японського порту Саєкі в конвої «G» операції «Військові перевезення № 8», метою якої було постачання Рабаула (головна передова база в архіпелазі Бісмарка, з якої провадились японські операції на Соломонових островах та сході Нової Гвінеї).
Станом на початок березня 1943-го «Момояма-Мару» перебувало на Палау (великий логістичний хаб на заході Каролінських островів), звідки вийшло 6 березня у складі конвою «Ханза № 1», що прямував на Нову Гвінею. 12 березня конвой прибув до затоки (північне узбережжя острова, приблизно посередині між Веваком та Мадангом), а 13 березня рушив назад. За кілька годин по тому конвой атакували американські бомбардувальники B-17, які змогли уразити «Момояма-Мару» бомбою. Загинуло 9 членів екіпажу, тоді як вцілілих зняв есмінець «Акігумо», що також добив пошкоджене судно торпедою. Менш ніж за годину після опівночі 14 березня 1943-го «Момояма-Мару» затонуло.